# Vodni (Oktiabrski)
|  | Per a altres significats, vegeu «Vodni». |

Vodni - Водный (rus) és un possiólok del krai de Krasnodar, a Rússia. Es troba a les terres baixes de Kuban-Azov, a l'inici del delta del Kuban. És a 15 km al sud-est de Poltàvskaia i a 58 km al nord-oest de Krasnodar.
Pertany al possiólok d'Oktiabrski.